# Alhama Club de Fútbol
Maillots
Actualités
L'Alhama Club de Fútbol, aussi connu sous le nom de Alhama CF ElPozo ou Alhama ElPozo pour des raisons de sponsoring, est un club de football féminin espagnol situé à Alhama de Murcia, fondé en 2004. Le club évolue en Liga F, première division espagnole, depuis 2025.

## Histoire
Crée en 2004, le club évolue dans les divisions régionales, jusqu'en 2014, date à laquelle le club accède en deuxième division, après avoir terminé à la 1re place. Lors de ses deux premières saisons, le club échappe de peu à la relégation en terminant à la 11e place, juste devant les places de relégation.
Lors de la saison 2018-2019, Alhama termine à la 2e place et se qualifie pour les barrages de promotion en première division grâce au fait que la 1re place est occupé par une équipe réserve. Malgré cela, le club échoue en demi-finale des barrages contre le Deportivo Abanca (0-1, 1-5). Alhama reste encore trois saisons  dans le deuxième échelon avant, lors de la saison 2021-2022, de terminer à la 1re place, synonyme de promotion en première division. Pour sa première saison dans l'élite, le club termine à la 15e place, synonyme de retour en deuxième division, mais atteint toutefois les demi-finales de la Coupe d'Espagne. Pour son retour au 2e échelon, Alhama termine à la 5e place, mais s'incline en demi-finales des barrages contre le CA Osasuna. La saison 2024-2025 est meilleure que la précédente car le club termine à la 1re place du championnat, qui marque son retour dans l'élite après deux ans d'absence.

## Bilan saison par saison
Légende
- Champion ou vainqueur de la compétition
- Deuxième ou finaliste de la compétition
- Troisième de la compétition
- Promotion en division supérieure
- Relégation en division inférieure

| Saison    | Championnat | Championnat                     | Championnat | Copa de la Reina    |
| Saison    | Niveau      | Division                        | Pos         | Copa de la Reina    |
| --------- | ----------- | ------------------------------- | ----------- | ------------------- |
| 2014-2015 | 2           | Segunda División (Gpe. 7)       | 11e         | —                   |
| 2015-2016 | 2           | Segunda División (Gpe. 7)       | 11e         | —                   |
| 2016-2017 | 2           | Segunda División (Gpe. 7)       | 9e          | —                   |
| 2017-2018 | 2           | Segunda División (Gpe. 7)       | 4e          | —                   |
| 2018-2019 | 2           | Segunda División (Gpe. 7)       | 2e          | —                   |
| 2019-2020 | 2           | Segunda División Pro (Gpe. Sud) | 6e          | —                   |
| 2020-2021 | 2           | Segunda División Pro (Gpe. Sud) | 5e          | —                   |
| 2021-2022 | 2           | Segunda División Pro (Gpe. Sud) | 1er         | Huitièmes de finale |
| 2022-2023 | 1           | Liga F                          | 15e         | Demi-finales        |
| 2023-2024 | 2           | Primera Federación              | 5e          | Troisième tour      |
| 2024-2025 | 2           | Primera Federación              | 1er         | Deuxième tour       |
| 2025-2026 | 1           | Liga F                          |             |                     |

## Identité visuelle

Ancien logo.
Logo depuis 2022.
Logo avec le parrainage ElPozo depuis 2022.